# Old Hatfield
Old Hatfield – wieś w Anglii, w hrabstwie Hertfordshire. Leży 11 km na południowy zachód od miasta Hertford i 28 km na północ od centrum Londynu.